# باندی، استرالیای غربی
باندی (به انگلیسی: Baandee) یک شهرک در استرالیا است که در استرالیای غربی واقع شده‌است.